# 통장

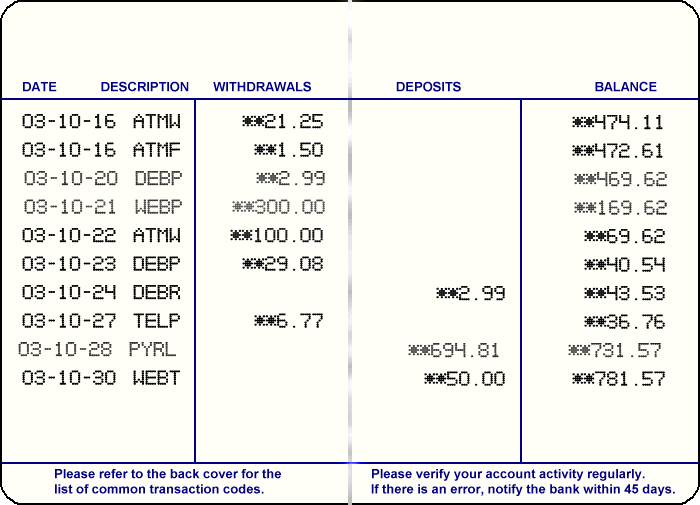
은행명세서와 동일한 거래가 포함된 샘플 통장(개방형)

통장(通帳, 영어: passbook, bankbook)이란 금융 기관에서, 예금이나 대출을 한 사람에게 출납의 상태를 기록하여 주는 장부이다. 통상적으로, 은행 계좌의 거래 내용을 기장하기 위한 문서를 말한다.
전자 기술의 발달로 전자통장을 선보였는데, 전자통장은 카드의 IC칩에 계좌 정보를 담아서 사용하는데, 전자통장 하나로 여러 계의 계좌를 관리할 수도 있다. 전자통장은 기존의 통장과 현금인출카드기능을 합쳤다고 보면 된다.
전자통장의 거래 내역 조회는 은행 창구, 전자금융채널, ATM기를 이용해 조회할 수 있다. KB국민은행에서는 전자통장의 거래내역을 출력할 수 있는 ATM기를 선보이기도 하였다.
또한, 전자금융채널 전용통장도 은행 창구, 전자금융채널, ATM기를 이용해야만 조회할 수 있다.

## 같이 보기
- 전자통장